# コスモス南総
コスモス南総（コスモスなんそう）は、千葉県市原市で南総西コミュニティバス運営委員会が運営するコミュニティバス。小湊鉄道長南営業所が受託している。

## 現行路線
- 光風台駅 - 馬立駅前 - （小勝山） - 吉野台・西国吉台 - 栢橋 - T・マート前（牛久駅乗換口） - 南総中学校前 - 循環器病センター

小勝山から栢橋の間はフリー乗降区間である。
土曜休日・8月13日～15日・12月29日～1月3日は全便運休。朝の1往復（1便・2便）は光風台～南総中学校前間での運行となる。

## 運賃
循環器病センターに到着又は発車する場合は280円、Tマート前～南総中学校前の場合は170円、他の区間は210円である。